# Carinosquilla multicarinata
Carinosquilla multicarinata is een bidsprinkhaankreeftensoort uit de familie van de Squillidae. De wetenschappelijke naam van de soort is voor het eerst geldig gepubliceerd in 1848 door White.